# Embalse del Guajaraz
El Embalse del Guajaraz es una infraestructura hidráulica construida sobre el arroyo Guajaraz, afluente del río Tajo, en la provincia de Toledo, comunidad autónoma de Castilla-La Mancha, España. Se ubica entre los términos municipales de Argés, Layos y Casasbuenas, y fue diseñado para el abastecimiento de agua potable a la ciudad de Toledo y municipios cercanos, así como para regular los caudales en la cuenca hidrográfica del Tajo.

## Características

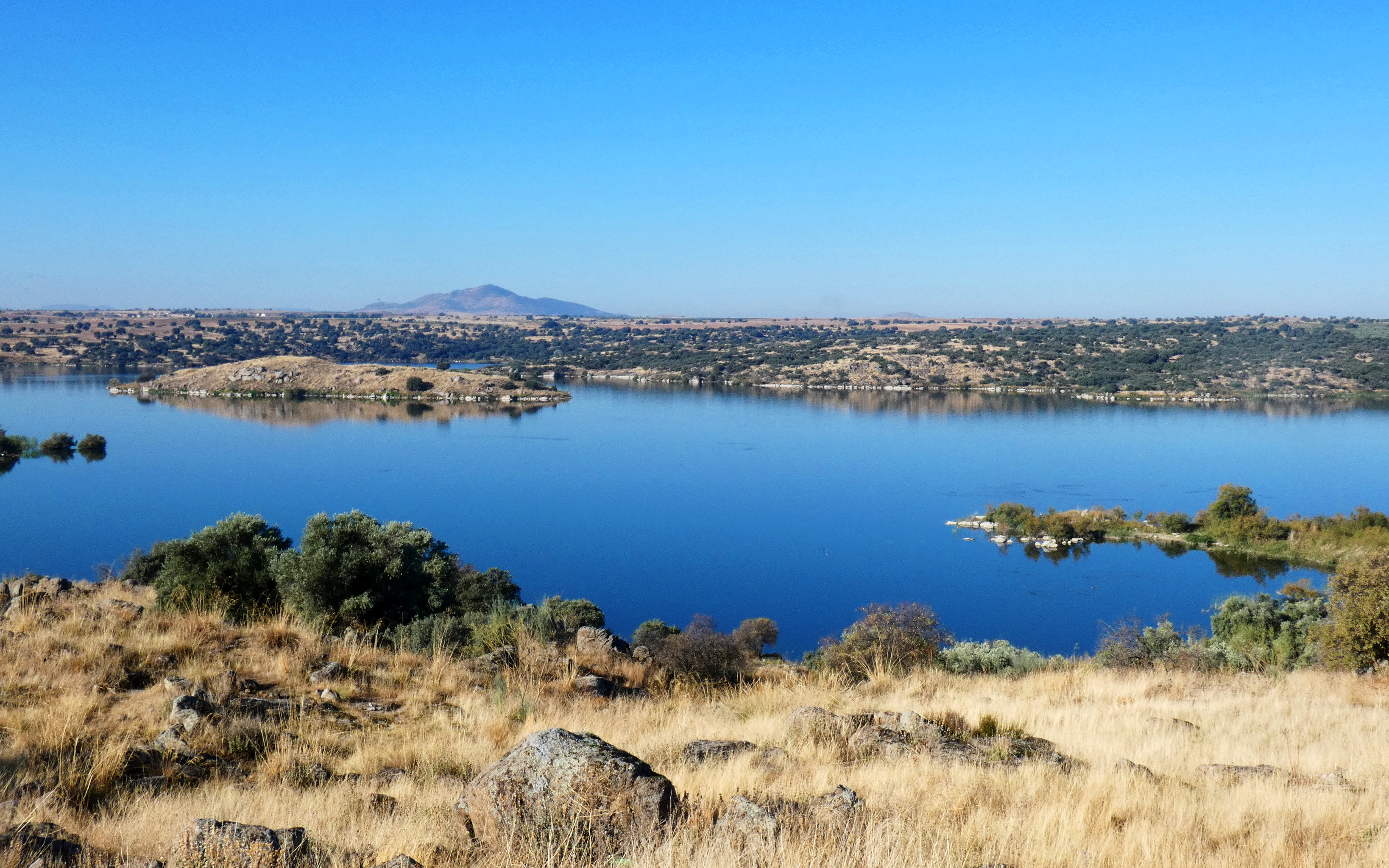
Vista del embalse

La presa del Embalse del Guajaraz es de tipo terraplén con núcleo asfáltico y presenta una altura máxima de 46 m sobre los cimientos, con una longitud de coronación de 332 m y un volumen aproximado de 494 × 10³ m³ en el cuerpo de la presa. La cota de coronación se sitúa a 608 m s. n. m. mientras que la cimentación se asienta a 561 m s. n. m.. Para el aliviadero cuenta con compuertas que permiten una capacidad máxima de evacuación de 470 m³/s y dos desagües de fondo con capacidad combinada de 13 m³/s. La superficie del lámina de agua en condiciones normales es de 160 ha y almacena un volumen total de 18 hm³, de los cuales 17 hm³ son útiles. La cota máxima del embalse alcanza los 605 m, con una profundidad máxima aproximada de 20 m y una longitud de río inundado de 8 km.

## Historia de la Construcción
El proyecto de construcción del embalse se llevó a cabo entre 1970 y 1971, siendo inaugurado el 31 de diciembre de 1971 y ejecutado por la sociedad Aguas de Toledo A.I.E. bajo la dirección del ingeniero Emilio de Castro. La presa se construyó para sustituir a las antiguas infraestructuras romanas, como la presa de La Alcantarilla, que abastecía a Toledo en la antigüedad, de las que hoy solo se conservan restos. A lo largo de las décadas posteriores se han realizado varias intervenciones de mantenimiento y refuerzo estructural, incluidas revisiones sísmicas y mejoras en los aliviaderos para garantizar la seguridad y la operatividad ante avenidas extraordinarias.

## Entorno Natural
El entorno del Embalse del Guajaraz se caracteriza por la presencia de encinares y matorrales mediterráneos, con especies vegetales como tomillo, romero y cantueso, y las riberas del embalse dominadas por sauces, chopos y tarajes. En la superficie de agua y sus bordes viven aves acuáticas como gaviotas, azulones, cormoranes, somormujos y garzas, así como mamíferos propios de la dehesa manchega, como conejos y jabalíes, y reptiles como la culebra de agua.

## Turismo Deportivo
El Embalse del Guajaraz es un destino habitual para el senderismo, con un recorrido circular que bordea la superficie de agua y ofrece vistas panorámicas de la zona, recorriendo unos 12 km con dificultad moderada. Esta ruta puede encontrarse descrita en páginas de aficionados al excursionismo que detallan puntos de interés y niveles de dificultad. La zona es también muy popular entre los aficionados a la pesca deportiva, pudiendo capturarse especies como el lucio, carpa, barbo y siluro. Además, en épocas de primavera y otoño se organizan jornadas de observación de aves, y en las laderas cercanas se habilitan áreas de picnic para visitantes y familias.